# Unione Sportiva Ravenna 1969-1970
Questa pagina raccoglie le informazioni riguardanti l'Unione Sportiva Ravenna nelle competizioni ufficiali della stagione 1969-1970.

## Stagione
Nella stagione 1969-1970 il Ravenna disputa il girone B del campionato di Serie C, con 38 punti si piazza in settima posizione. Il campionato è stato vinto con 52 punti dalla Massese che sale in Serie B, seconda la Spal con 50 punti. Retrocedono in Serie D il Siena, la Pistoiese e la Vis Pesaro.
A Ravenna viene riconfermato l'allenatore Lamberto Giorgis e presentano una coppia di attaccanti capaci di realizzare 23 reti, sulle 33 della squadra nel corso della stagione, si tratta di Francesco Trevisani con 12 reti ed il solito Domenico Ciani con 11 reti. Da ricordare per la tifoseria giallorossa, il 26 ottobre la vittoria (1-0) sugli odiati cugini di Ferrara, di fronte ad un Comunale traboccante di folla con oltre undicimila spettatori. Nel girone di ritorno la squadra ravennate ha una flessione e dopo la sconfitta interna (0-1) con la capolista Massese del 19 aprile 1970, viene esonerato l'allenatore Lamberto Giorgis, sostituito da Luciano Redegalli. Al termine del torneo il Ravenna seppur lontano dalle zone nobili, ha ottenuto un discreto settimo posto, alla pari con Imola e Lucchese.

## Rosa
| N. |                   | Ruolo | Calciatore        |
| -- | ----------------- | ----- | ----------------- |
|    | Italia (bandiera) | C     | Wladimiro Alberti |
|    | Italia (bandiera) | D     | Giuseppe Barucco  |
|    | Italia (bandiera) | A     | Marco Biloni      |
|    | Italia (bandiera) | D     | Bruno Bustacchini |
|    | Italia (bandiera) | C     | Domenico Ciani    |
|    | Italia (bandiera) | P     | Secondo Conti     |
|    | Italia (bandiera) | A     | Mauro Del Vecchio |
|    | Italia (bandiera) | D     | Jader Fantoni     |
|    | Italia (bandiera) | D     | Ennio Feresin     |
|    | Italia (bandiera) | C     | Antonio Fusari    |
|    | Italia (bandiera) | C     | Franco Ghetti     |
|    | Italia (bandiera) | D     | Franco Lama       |

| N. |                   | Ruolo | Calciatore          |
| -- | ----------------- | ----- | ------------------- |
|    | Italia (bandiera) | D     | Benito Michelazzi   |
|    | Italia (bandiera) | P     | Sauro Morri         |
|    | Italia (bandiera) | D     | Umberto Ratti       |
|    | Italia (bandiera) | A     | Ermanno Ricci       |
|    | Italia (bandiera) | A     | Valerio Righi       |
|    | Italia (bandiera) | C     | Paolo Tazzari       |
|    | Italia (bandiera) | C     | Gian Piero Trainini |
|    | Italia (bandiera) | A     | Francesco Trevisani |
|    | Italia (bandiera) | C     | Giuliano Villa      |
|    | Italia (bandiera) | P     | Franco Vitali       |
|    | Italia (bandiera) | D     | Antonio Zannoni     |

## Risultati

### Serie C girone B

#### Girone di andata
| Arbitro: | Martinelli (Catanzaro) |

|                            |           |                         |
| Di Giacomo 55’ Gerardi 64’ | Marcatori | 35’ Ciani 40’ Trevisani |

| Arbitro: | Turiano (Reggio Calabria) |

|  |           |           |
|  | Marcatori | 54’ Miani |

| Arbitro: | Bassignana (Pavia) |

|                                                                   |           |           |
| Petta 5’ (aut.) Fusari 7’ Ciani 68’ Ratti 75’ (rig.) Trainini 77’ | Marcatori | 12’ Merlo |

| Arbitro: | Fiorenza (Torre Annunziata) |

|            |           |  |
| Viviani 5’ | Marcatori |  |

| Arbitro: | Ferrari (Rovereto) |

|  |           |           |
|  | Marcatori | 30’ Garri |

| Arbitro: | Schena (Foggia) |

|  |           |               |
|  | Marcatori | 72’ Trevisani |

| Arbitro: | Levrero (Genova) |

|           |           |  |
| Ciani 21’ | Marcatori |  |

| Arbitro: | Albertini (Torino) |

|  |           |                    |
|  | Marcatori | 67’ (aut.) Lasagni |

| Ravenna 9 novembre 1969 9ª giornata | Ravenna          | 0 – 0 | Vis Pesaro | Stadio Comunale\| Arbitro: \| Marino (Taranto) \| |
| Arbitro:                            | Marino (Taranto) |       |            |                                                   |

| Imola 16 novembre 1969 10ª giornata | Imola            | 0 – 0 | Ravenna | Stadio Romeo Galli\| Arbitro: \| Fuschi (Pescara) \| |
| Arbitro:                            | Fuschi (Pescara) |       |         |                                                      |

| Arbitro: | Martinelli (Catanzaro) |

|                      |           |  |
| Fusari 14’ Ciani 38’ | Marcatori |  |

| Arbitro: | Frasso (Capua) |

|                              |           |           |
| Menconi 50’, 65’ Fichera 60’ | Marcatori | 61’ Ciani |

| Viareggio 7 dicembre 1969 13ª giornata | Viareggio         | 0 – 0 | Ravenna | Stadio dei Pini\| Arbitro: \| Boscolo (Venezia) \| |
| Arbitro:                               | Boscolo (Venezia) |       |         |                                                    |

| Arbitro: | Beretta (Milano) |

|  |           |               |
|  | Marcatori | 21’ Pelizzoli |

| Arbitro: | Andreoli (Padova) |

|  |           |            |
|  | Marcatori | 78’ Traini |

| Arbitro: | Vaccaro (Torino) |

|             |           |               |
| Mialich 37’ | Marcatori | 57’ Trevisani |

| Arbitro: | Pilotto (Roma) |

|                       |           |  |
| Fusari 82’ Biloni 89’ | Marcatori |  |

| Lucca 18 gennaio 1970 18ª giornata | Lucchese               | 0 – 0 | Ravenna | Stadio Porta Elisa\| Arbitro: \| Martinelli (Catanzaro) \| |
| Arbitro:                           | Martinelli (Catanzaro) |       |         |                                                            |

| Arbitro: | Pesciarelli (Roma) |

|                  |           |  |
| Bisio 80’ (rig.) | Marcatori |  |

#### Girone di ritorno
| Arbitro: | Busalacchi (Palermo) |

|           |           |             |
| Ciani 71’ | Marcatori | 54’ Mambrin |

| Sassari 8 febbraio 1970 21ª giornata | Torres             | 0 – 0 | Ravenna | Stadio Acquedotto\| Arbitro: \| V. Lattanzi (Roma) \| |
| Arbitro:                             | V. Lattanzi (Roma) |       |         |                                                       |

| Arbitro: | Minozzi (Monfalcone) |

|           |           |               |
| Fazzi 83’ | Marcatori | 86’ Trevisani |

| Arbitro: | Marino (Taranto) |

|                       |           |            |
| Alberti 1’ Biloni 78’ | Marcatori | 57’ Brondi |

| Arbitro: | Schena (Foggia) |

|           |           |  |
| Garri 53’ | Marcatori |  |

| Arbitro: | Lavetti (Bergamo) |

|  |           |             |
|  | Marcatori | 47’ Rizzato |

| Arbitro: | Levrero (Genova) |

|                             |           |  |
| Righetti 11’ G. Asnicar 17’ | Marcatori |  |

| Ravenna 22 marzo 1970 27ª giornata | Ravenna            | 0 – 0 | Siena | Stadio Comunale\| Arbitro: \| Rodomonte (Teramo) \| |
| Arbitro:                           | Rodomonte (Teramo) |       |       |                                                     |

| Arbitro: | Fuschi (Pescara) |

|                    |           |  |
| Feresin 18’ (aut.) | Marcatori |  |

| Arbitro: | Monforte (Palermo) |

|                         |           |          |
| Trevisani 33’ Ciani 87’ | Marcatori | 71’ Zini |

| Arbitro: | Frasso (Capua) |

|                 |           |           |
| Balestrieri 12’ | Marcatori | 40’ Ciani |

| Arbitro: | Busalacchi (Palermo) |

|  |           |              |
|  | Marcatori | 24’ Albanese |

| Arbitro: | Mascali (Desenzano del Garda) |

|           |           |  |
| Ciani 41’ | Marcatori |  |

| Arbitro: | Tempio (Catania) |

|  |           |                         |
|  | Marcatori | 10’ Ciani 48’ Trevisani |

| San Benedetto del Tronto 17 maggio 1970 34ª giornata | Sambenedettese  | 0 – 0 | Ravenna | Stadio Fratelli Ballarin\| Arbitro: \| Menegali (Roma) \| |
| Arbitro:                                             | Menegali (Roma) |       |         |                                                           |

| Arbitro: | Marti (Napoli) |

|                              |           |                |
| Ciani 39’ Trevisani 55’, 63’ | Marcatori | 77’ Barlassina |

| Arbitro: | Frasso (Capua) |

|  |           |               |
|  | Marcatori | 33’ Trevisani |

| Arbitro: | Vaccaro (Torino) |

|  |           |           |
|  | Marcatori | 25’ Bardi |

| Arbitro: | Minozzi (Monfalcone) |

|                         |           |              |
| Trevisani 16’, 22’, 42’ | Marcatori | 88’ Castelli |